# Pac-Man World 2
 Pac-Man World 2 (パックマンワールド2?, Pakkuman Wārudo Tsū) è un videogioco creato e pubblicato da Namco per Xbox, GameCube, PlayStation 2, Game Boy Advance e PC. Come nel predecessore Pac-Man World, il giocatore controlla il personaggio di Pac-Man in un ambiente di gioco realizzato in 3D.

## Trama
Nel profondo della terra dei Pac sorge il piccolo e nascosto villaggio del popolo dei Pac. Nel centro del villaggio si erge un antico albero, da cui pendono cinque frutti d'oro. La leggenda vuole che fintanto che i frutti d'oro resteranno indisturbati, la terra dei Pac rimarrà prospera e tutti saranno felici.
L'avventura comincia in una notte in cui tutto il popolo dei Pac sta dormendo e una luna argentata splende da dietro una coltre di nubi. Molti fantasmi si intrufolano nel Pac-villaggio per causare danni ma inavvertitamente raccolgono i frutti d'oro. Improvvisamente l'albero comincia a tremare e alcuni lampi squarciano il cielo. L'albero si solleva e, dalle tenebre sottostanti, mentre si spalancano degli occhi rossi, una risata malvagia inizia a echeggiare. Spooky è stato liberato dalla sua prigione. I fantasmi si inchinano al suo volere e Spooky ordina loro di nascondere i frutti d'oro in giro per la regione. Senza i frutti d'oro, il Pac-Villaggio non è in grado di resistere a Spooky e ai suoi fantasmi.
Pac-Man allora partirà alla ricerca dei frutti d'oro sconfiggendo i boss ed attraversando valli verdi, fitte foreste, montagne perennemente innevate, vulcani in eruzione, l'oceano per poi concludere la sua avventura sull'Isola dei Fantasmi.

### Personaggi
- Professor Pac: storico e genio indiscusso della terra dei Pac. Il professor Pac fornirà a Pac-Man informazioni e oggetti che lo aiuteranno nella ricerca dei frutti d'oro.
- Pac-Ranger: qualcuno tra tutto il popolo dei Pac deve stare in guardia contro i fantasmi. Il Pac-Ranger fa la guardia alla terra dei Pac dall'alto delle montagne.
- Handy-Pac: se nel Pac-villaggio qualcosa ha bisogno di una riparazione, è Handy-Pac che se ne occupa. Con i suoi attrezzi in mano, non c'è nulla che non possa sistemare.
- Sue: si occupa della sala giochi del Pac-villaggio.

## Oggetti da ricercare e potenziamenti
Esistono numerosi oggetti che vale la pena cercare perché fanno guadagnare punti, aiutano nel progredire per i vari livelli o aiutano a raggiungere una percentuale del 100%.

## Modalità di gioco

### Modalità Prova a tempo
La modalità Prova a tempo è una vera e propria contro il cronometro per cercare di guadagnare gettoni bonus alla fine di ciascun livello. Ogni livello del gioco, ad eccezione dei livelli dei boss e del Pac-villaggio, ha la sua modalità Prova a tempo.
La modalità Prova a tempo può essere attivata solo in un livello che sia stato precedentemente completato. All'inizio di un livello completato, un cronometro fluttuante comparirà al di sopra del terreno. Se lo si tocca, si farà partire la modalità Prova a tempo, ma se lo si oltrepassa si potrà giocare nuovamente il livello per ottenere frutti addizionali, vite extra o trovare oggetti nascosti. Nella modalità Prova a tempo, nell'angolo in basso a destra dello schermo comparirà un timer.
Bisogna raccogliere i vari orologi bonus per fermare il tempo per un certo periodo (due o quattro secondi). il cronometro può essere fermato per un massimo di quattro secondi, indipendentemente dal numero di orologi bonus raccolti. Si può congelare il cronometro divorando (per un massimo di quattro secondi per ciascun fantasma).
Nel corso della modalità Prova a tempo, Pac-Man non può perdere vite, ma se cade in un burrone o riceve troppi danni dai nemici, ricomincerà all'inizio del livello.
Per ricevere un gettone bisogna superare il record Miglior prova a tempo.

### Modalità Labirinto
Scoprire i Galaxian nella modalità a Livelli permette l'accesso alla modalità Labirinto, dove il compito sarà quello di completare il labirinto con il miglior punteggio possibile. Bisogna correre attraverso il labirinto, divorando le varie pillole e cercando di evitare i fantasmi.
Regole
- Si hanno solo tre possibilità per completare il labirinto del livello.
- Non si perde alcuna vita di gioco.
- Le pillole e i frutti raccolti vengono aggiunti al punteggio del livello ma non vengono conteggiati per il raggiungimento del 100%.

## Giochi Arcade
I gettoni raccolti nella modalità a Livelli sbloccano le macchine arcade del Pac-villaggio. Per giocare uno degli arcade disponibili, si deve entrare nella sala giochi del Pac-villaggio, andare al gioco che si desidera e premere il tasto che rappresenta un triangolo per avviare la schermata del gioco arcade. C'è inoltre un jukebox con tutte le musiche del gioco.
L'obiettivo in molti giochi di Pac-Man (tra cui questo) è quello di mangiare tutte le pillole di ciascun labirinto evitando l'attacco dei fantasmi. Quando tutte le pillole saranno state mangiate si può passare al livello successivo.